# Synthèse FM

Schéma de principe d'un opérateur FM
OSC : Oscillateur
EG : Générateur d'Enveloppe
VCA : voltage controlled amplifier

Synthèse FM avec 2 opérateurs

La synthèse FM est un procédé de synthèse sonore algorithmique qui utilise la modulation de fréquence (FM pour frequency modulation). Le procédé est breveté par l'ingénieur John Chowning en 1973 au CCRMA de Stanford, puis le brevet a été racheté par Yamaha qui l'a mis en application pour concevoir le synthétiseur numérique à programmation algorithmique DX7 et bien d'autres synthétiseurs de la série DX. L'atout principal de la synthèse FM est qu'à partir de seulement deux oscillateurs produisant chacun des formes d'ondes sinusoïdales il est possible de générer un son très riche en harmoniques. La synthèse FM a donc été popularisée et largement exploitée par Yamaha avant que le brevet tombe dans le domaine public. Cette synthèse a depuis été utilisée par d'autres constructeurs tels que l'italien Elka dès les années 1980 (synthétiseur EK44), le suédois Clavia (synthétiseur Nord Modular), ou encore le français Kodamo (synthétiseur EssenceFM).

## Principe
La synthèse FM repose sur la modulation de fréquence. Un signal (par exemple, une onde sinusoïdale) se voit appliquer un vibrato (changement régulier de la hauteur de la note, qui correspond à un changement de la fréquence du signal). La profondeur du vibrato détermine l'amplitude du changement de hauteur, et la vitesse détermine à quel point ce changement se fait lentement ou rapidement. Lorsque le vibrato est réglé sur une vitesse très rapide, l'oreille humaine ne perçoit plus les changements de hauteur, mais simplement un changement de timbre.

## Expression mathématique
Considérons le cas d'une sinusoïde modulée en fréquence par une autre sinusoïde. Soit {\displaystyle f_{p}} la fréquence de la porteuse, {\displaystyle f_{m}} la fréquence de la sinusoïde modulante et {\displaystyle I_{m}} l'indice de modulation. Le signal de sortie {\displaystyle y(t)} s'exprime sous la forme :
{\displaystyle y(t)=\sin(2\pi f_{p}t+I_{m}\sin(2\pi f_{m}t))}.

## Avantages et inconvénients
Cette synthèse est capable de produire des sons très naturels (des sons de cloches par exemple) et extrêmement variés. Elle a cependant pour particularité d'être plus difficile à maîtriser que par exemple la synthèse sonore additive, dans le sens qu'une légère modification d'un paramètre de la modulation (fréquence porteuse, fréquence de modulation ou indice de modulation) peut changer complètement la répartition des harmoniques ou le timbre et donner un résultat inattendu. Cela nécessite donc de la part de l'utilisateur une certaine expertise et connaissance des comportements spécifiques de la synthèse FM. Sur les synthétiseurs algorithmiques, tels que les DX et leurs successeurs, il suffit de comprendre le rôle des rangs harmoniques et d'appliquer un raisonnement logique à l'architecture des sons pour les programmer efficacement (en plus de bien connaître l'organisation du synthétiseur). Une fois ces connaissances maîtrisées, la programmation FM permet de travailler « à l'oreille », comme sur n'importe quel autre synthétiseur. En contrepartie de l'effort et la patience nécessaires, la synthèse FM offre l'avantage de produire des sons qui peuvent être très originaux.

## Algorithmes

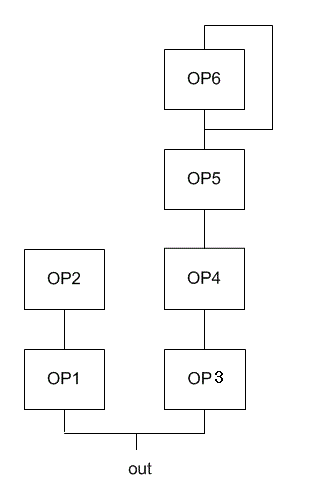
Algorithme 1 du DX7.

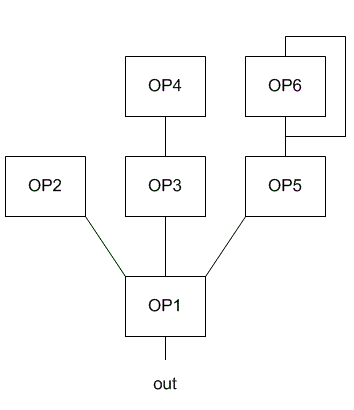
Algorithme 16 du DX7.

Les synthétiseurs de la famille du DX7 (DX5, TX7, etc.) disposent de 6 opérateurs (oscillateurs) combinés en 32 algorithmes, soit 32 configurations de placement des opérateurs dans la chaîne du signal. Un opérateur peut être porteur (entendu directement) ou modulateur (sa sortie est utilisée en entrée d'un autre opérateur). Par exemple, dans l'algorithme 1 du DX7, les opérateurs 1 et 3 sont les porteurs, et tous les autres opérateurs sont les modulateurs. Dans l'algorithme 16, seul l'opérateur 1 est porteur, les autres sont modulateurs. Dans chaque algorithme, l'un des opérateurs (souvent le 6) a en plus la possibilité de rétroaction (anglais : feedback), qui peut être utilisé comme ring modulateur (pour les sons de cloche par exemple). Un tel opérateur peut-être modélisé comme ceci : {\displaystyle y(t)=A_{1}\sin(\omega _{1}t+y(t))}
Deux algorithmes (le 4 et le 6), étendent la boucle de rétroaction sur un bloc d'opérateurs liés, la sortie de l'opérateur porteur étant réinjectée dans l'entrée de l'opérateur 6. Le niveau de rétroaction est réglable.
L'algorithme 1 du DX7 peut être modélisé de la façon suivante :
{\displaystyle y(t)=A_{1}\sin(\omega _{1}t+A_{2}\sin(\omega _{2}t))+A_{3}\sin(\omega _{3}t+A_{4}\sin(\omega _{4}t+A_{5}\sin(\omega _{5}t+y_{6}(t))))}
Les principaux réglages d'un opérateur concernent sa fréquence et son amplitude, contrôlée par une enveloppe multi-segment, autant de paramètres qui permettent de sculpter le timbre et son évolution dans le temps. Suivant les algorithmes utilisés, on peut ainsi obtenir des sons complexes (très riches harmoniquement) et variés rien qu'en jouant sur la fréquence et l'amplitude de chaque opérateur.

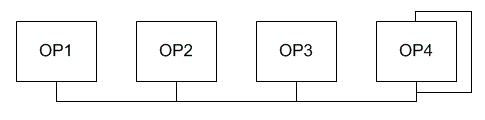
Algorithme 8 du DX9.

Il existe une famille simplifiée à 4 opérateurs (DX9, DX21, DX100, TX81Z, etc.) qui sont eux répartis en 8 algorithmes. Par exemple l'algorithme 8, où les 4 opérateurs sont porteurs, peut être considéré comme de la synthèse additive. Lorsque la boucle de rétroaction de l'opérateur 4 n'est pas utilisée, la formule est alors la suivante :
{\displaystyle y(t)=A_{1}\sin(\omega _{1}t)+A_{2}\sin(\omega _{2}t)+A_{3}\sin(\omega _{3}t)+A_{4}\sin(\omega _{4}t)}

## Schémas

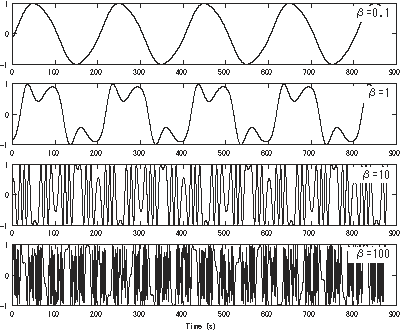
Une porteuse de 220 Hz modulée avec différents indices de modulation
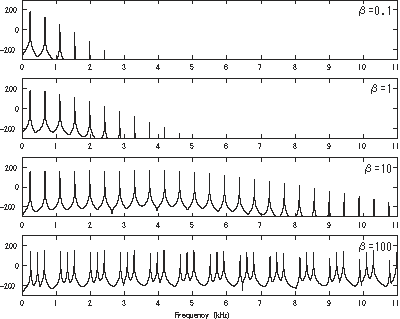
Spectres de fréquence correspondant